# Pertamina
PT Pertamina (Persero) es el nombre corto para Pertamina (español: Empresa Estatal de Minería de Petróleo y Gas Natural) que es la compañía de petróleo y gas de Indonesia, propiedad del Estado, fundada el 10 de diciembre de 1957. Fue creado en agosto de 1968 por la fusión de Pertamina (establecida en 1961) y Permina (establecida en 1957).